# USS Hoel (DD-533)
USS Hoel (DD-533) là một tàu khu trục lớp Fletcher được Hải quân Hoa Kỳ chế tạo trong Chiến tranh Thế giới thứ hai. Nó là chiếc tàu chiến đầu tiên của Hải quân Mỹ được đặt theo tên Thiếu tá Hải quân William R. Hoel (1824-1879), người tham gia cuộc Nội chiến Hoa Kỳ. Nó đã hoạt động cho đến gần cuối Thế Chiến II, hoạt động cùng Đơn vị Đặc nhiệm 77.4.3 (Taffy 3) vốn đã chiến đấu anh dũng và bị đánh chìm trong trận chiến ngoài khơi Samar ngày 25 tháng 10 năm 1944. Hoel được tặng thưởng danh hiệu Đơn vị Tuyên dương Tổng thống, Đơn vị Tuyên dương Tổng thống (Philippine) và năm Ngôi sao Chiến trận.

## Thiết kế và chế tạo
Hoel được đặt lườn tại xưởng tàu của hãng Bethlehem Shipbuilding Corporation, ở San Francisco, California vào ngày 4 tháng 6 năm 1942. Nó được hạ thủy vào ngày 19 tháng 12 năm 1942; được đỡ đầu bởi bà Charles Bunker Crane, Jr., cháu nội Thiếu tá Hoel; và nhập biên chế vào ngày 29 tháng 7 năm 1943 dưới quyền chỉ huy của Hạm trưởng, Trung tá Hải quân William Dow Thomas.

## Lịch sử hoạt động

### 1943
Hoel khởi hành từ vịnh San Francisco vào ngày 16 tháng 8 năm 1943 để chạy thử máy huấn luyện tại khu vực ngoài khơi San Diego, California, khi nó tiến hành bảy đợt tấn công bằng mìn sâu vào một tín hiệu sonar thu được mà không rõ kết quả. Sau khi quay trở về Xưởng hải quân Mare Island vào ngày 17 tháng 9 cho những sửa chữa hiệu chỉnh sau cùng, nó rời San Francisco vào ngày 26 tháng 10 trong thành phần hộ tống một đoàn tàu vận tải, đi đến Trân Châu Cảng vào ngày 31 tháng 10, nơi nó trình diện để phục vụ cùng Đại tá Hải quân A. O. Cook, Tư lệnh Hải đội Khu trục 47, vốn đặt cờ hiệu của mình trên soái hạm Heermann (DD-532). Vào lúc này, Đệ Ngũ hạm đội đang chuẩn bị cho việc chiếm quần đảo Gilbert trong khuôn khổ Chiến dịch Galvanic, đã điều động Hoel vào Lực lượng Đặc nhiệm 52, lực lượng tấn công phía Bắc thuộc quyền Đô đốc Richmond K. Turner. Nó hợp cùng các tàu khu trục Morris (DD-417), Franks (DD-554), Hughes (DD-410) và chiếc Revenge (AM-110) để bảo vệ phòng không cho Đội đặc nhiệm 52.3 vốn bao gồm các tàu sân bay hộ tống Liscome Bay (CVE-56), Coral Sea (CVE-57) và Corregidor (CVE-58).
Hoel cùng đội của nó khởi hành từ Trân Châu Cảng vào ngày 10 tháng 11, bảo vệ cho các tàu sân bay hộ tống trong khi máy bay của chúng tiến hành không kích chuẩn bị xuống Makin vào ngày 20 tháng 11. Trong ba ngày tiếp theo sau, máy bay ném bom-ngư lôi và máy bay tiêm kích thuộc đã hỗ trợ cho Sư đoàn 27 Bộ binh dưới quyền Thiếu tướng Ralph C. Smith chiếm đóng Makin, trút hàng ngàn tấn bom đạn nhằm phá hủy các công sự, vị trí pháo và căn cứ trên hòn đảo bị bao vây.
Trước bình minh ngày 24 tháng 11, một quả ngư lôi bắn từ tàu ngầm Nhật Bản I-175 đã đánh trúng chiếc Liscome Bay giữa tàu; và trinh sát viên trên chiếc Coral Sea phát hiện một quả ngư lôi thứ hai đi sượt ngang tàu của họ. Lửa khói bốc cao đến 100 ft (30 m) khi quả ngư lôi đánh trúng Liscome Bay làm kích nổ hầm đạn của nó; Chuẩn đô đốc Henry M. Mullinnix, Tư lệnh Đội đặc nhiệm 52.3, Hạm trưởng Đại tá Hải quân Irving Wiltsie cùng 642 sĩ quan và thủy thủ đã tử trận cùng con tàu khi nó đắm khoảng 23 phút sau đó. Các tàu chung quanh đã vớt được 272 người sống sót. Sau hoàng hôn ngày hôm sau 25 tháng 11, máy bay đối phương phát hiện Lực lượng Đặc nhiệm của Đô đốc Turner cách vài dặm ngoài khơi Butaritari, nên đã thả pháo sáng và phao đánh dấu dẫn đường cho một tốp máy bay ném bom-ngư lôi tấn công. Hỏa lực phòng không và sự cơ động né tránh đã giúp các con tàu thoát được mà không bị hư hại gì.
Khi các tàu sân bay hộ tống rời khu vực vào đêm 27 tháng 11, Hoel tham gia thành phần hộ tống Đội Abemama l vốn chất dỡ tại đảo Abemama. Sáng hôm sau, nó tham gia lực lượng đặc nhiệm của đô đốc Turner và đi đến ngoài khơi đảo san hô Tarawa vào ngày 1 tháng 12, tiến hành tuần tra chống tàu ngầm cách 5 mi (8,0 km) ngoài khơi lối ra vào vũng biển. Hai ngày sau, nó gia nhập thành phần hộ tống cho thiết giáp hạm Tennessee (BB-43) và một đội vận chuyển lên đường đi Trân Châu Cảng, đến nơi vào ngày 11 tháng 12. Đại tá A. O. Cook chuyển cờ hiệu Hải đội Khu trục 47 từ Hoel sang tàu khu trục McCord (DD-534) vào ngày 14 tháng 12.

### 1944
Hoel cùng các đơn vị của Lực lượng đổ bộ bắt đầu huấn luyện khẩn trương cho chiến dịch chiếm đóng quần đảo Marshall. Nó rời Trân Châu Cảng vào ngày 21 tháng 1 năm 1944 trong thành phần hộ tống lực lượng vận chuyển dự bị thuộc Đội đặc nhiệm 51.1, và đã di chuyển về phía Đông Kwajalein trong khi Lực lượng Viễn chinh Hỗn hợp dưới quyền đô đốc Turner đổ bộ lên đảo san hô này vào ngày 31 tháng 1. Chiếc tàu khu trục hộ tống các tàu vận chuyển trong đội tiến vào vũng biển Kwajalein vào ngày 2 tháng 2, rồi sang ngày hôm sau đã hoạt động như cột mốc radar canh phòng về phía Nam Kwajalein, khi nó được gọi bắn hỏa lực hỗ trợ. Sang ngày 6 tháng 2, nó tháp tùng tàu khu trục Miller (DD-535) trong một chuyến đi thị sát khu vực Roi-Namur của Đô đốc Chester Nimitz, Tổng tư lệnh Hạm đội Thái Bình Dương.
Khi Lực lượng Đặc nhiệm 53 được giải thể và các con tàu được sáp nhập vào Lực lượng Đặc nhiệm 51, Hoel được phân về nhóm hỗ trợ hỏa lực của Đơn vị Đặc nhiệm 51.17.3 thuộc Đội Viễn chinh Eniwetok. Lúc sáng sớm ngày 17 tháng 2, nó cùng tàu tuần dương hạng nặng Portland (CA-33) tiến vào vũng biển Eniwetok để bắn phá các đảo Parry và Japtan. Chiếc tàu khu trục đã cứu vớt các phi công của máy bay trinh sát xuất phát từ tàu tuần dương Indianapolis (CA-35), và đã đưa họ trở lại tàu của mình. Xế trưa hôm đó, các khẩu pháo của Hoel đã phá hủy nhiều xuồng nhỏ trên bờ biển Parry và bắn phá các công sự tập trung quân sâu trong đất liền. Sau đó nó thả neo ở vị trí chờ đợi trong khi các đơn vị khác bắn phá xuống hai hòn đảo. Sang ngày hôm sau, nó đảm nhiệm bắn pháo quấy phá và bắn pháo sáng ban đêm lên bãi đổ bộ và dãi san hô nhằm ngăn cản đối phương chuyển quân. Trước sáng sớm ngày 19 tháng 2, nó trực chiến ngoài khơi Eniwetok để hỗ trợ hỏa lực cho cuộc đổ bộ, và sau khi được Phelps (DD-360) thay phiên vào ngày 21 tháng 2, nó di chuyển đến một vị trí nước sâu ở lối ra vào vũng biển Eniwetok để tuần tra. Nhiệm vụ này kéo dài cho đến ngày 26 tháng 2, khi nó đón lên tàu một nhóm dẫn đường không lực từ chiếc Hazelwood (DD-531), rồi đảm nhiệm vai trò dẫn đường cho máy bay chiến đấu tại khu vực Eniwetok. Đến ngày 4 tháng 3, hai ngày sau khi nhiệm vụ chiếm đóng Eniwetok hoàn tất, đội dẫn đường chiến đấu chuyển sang chiếc Cambria (APA-36), cho phép Hoel lên đường đi Majuro để sửa chữa.
Cùng ba tàu khu trục khác của Hải đội Khu trục 47, trình diện để phục vụ cùng Tư lệnh Đệ Tam hạm đội tại vịnh Purvis thuộc đảo Florida vào ngày 18 tháng 3. Nó rời cảng ngay ngày hôm sau để tham gia Lực lượng Đặc nhiệm 39, nhưng được lệnh đổi hướng trên đường đi vào ngày 20 tháng 3 để đi đến đảo Emirau đang được lực lượng Thủy quân Lục chiến chiếm đóng. Đến ngày 25 tháng 3, các tàu khu trục Trathen (DD-530) và Johnston (DD-557) gia nhập cùng Hoel và phần còn lại của Hải đội Khu trục 47, hợp nhất hải đội lần đầu tiên.
Hoel sau đó tuần tra về phía Đông và phía Nam mũi Botiangen thuộc đảo New Hanover, nơi nó dùng hải pháo phá hủy một nhà kho đối phương vào ngày 26 tháng 3, rồi sang ngày hôm sau thu được những tài liệu quan trọng trên một chiếc xuồng nhỏ 4 ft (1,2 m). Đêm hôm đó, nó tấn công bốn lượt mìn sâu vào một tín hiệu sonar thu được dưới nước mà không rõ kết quả, rồi quay trở về vịnh Purvis vào ngày 8 tháng 4 để hộ tống một đoàn tàu vận tải binh lính và tiếp liệu đi đảo Emirau.
Sau khi quay trở về vịnh Purvis vào ngày 14 tháng 4, Hoel trình diện để phục vụ cùng Chuẩn đô đốc Robert W. Hayler, Tư lệnh Đội tuần dương 12, và hoạt động huấn luyện cũng như hộ tống vận tải cho đến ngày 14 tháng 8, khi nó được điều động sang Lực lượng Đổ bộ 3 vốn đang chuẩn bị cho việc chiếm đóng quần đảo Palau. Nó tham gia cùng tàu sân bay hộ tống Kitkun Bay (CVE-71) tại Espiritu Santo vào ngày 24 tháng 8 để đi đến vịnh Purvis. Chúng ra khơi ngày 8 tháng 9 để đi sang khu vực Palau cùng Đội tàu sân bay 27 dưới quyền Chuẩn đô đốc William D. Sample, làm nhiệm vụ hỗ trợ trên không cho cuộc chiếm đóng Peleliu. Đang khi bảo vệ cho các tàu sân bay hộ tống, nó giải cứu một phi công và hành khách từ một máy bay bị rơi sau khi cất cánh từ tàu sân bay Ommaney Bay (CVE-79), và chuyển họ đến đảo Marcus. Vào ngày 1 tháng 10, chiếc tàu khu trục thực hiện ba lượt tấn công bằng mìn sâu vào một tín hiệu âm thanh dưới nước mà không rõ kết quả.

#### Taffy 3
Sau khi được tiếp liệu tại cảng Seeadler thuộc đảo Manus, quần đảo Admiralty, Hoel rời căn cứ này cùng một đội hỗ trợ hỏa lực vào ngày 12 tháng 10 để gia nhập Đội đặc nhiệm 77.4, đội tàu sân bay hộ tống dưới quyền Chuẩn đô đốc Thomas L. Sprague cho nhiệm vụ tấn công lên Philippines. Lực lượng của Sprague bao gồm ba đơn vị đặc nhiệm, mỗi đơn vị bao gồm một đội tàu sân bay hộ tống và thành phần bảo vệ gồm các tàu khu trục và tàu khu trục hộ tống. Các đơn vị này, vốn được mệnh danh "Taffy" bởi tên gọi vô tuyến của chúng, bắt đầu hoạt động ngoài khơi Samar từ ngày 18 tháng 10 để bảo vệ cho cuộc đổ bộ lên Leyte. Hoel được phân về Đơn vị Đặc nhiệm Tàu sân bay hộ tống do 77.4.3 ("Taffy 3") Chuẩn đô đốc Clifton A. F. Sprague chỉ huy, bao gồm bốn tàu sân bay hộ tống được bảo vệ bởi Hoel, Heermann và Johnston. Ngay trước Trận chiến ngoài khơi Samar, "Taffy 3" được tăng cường thêm đội của Chuẩn đô đốc Ralph A. Ofstie, với thêm hai tàu sân bay hộ tống và các chiếc Dennis (DE-405), John C. Butler (DE-339), Raymond (DE-341) và Samuel B. Roberts (DE-413).
Lúc bình minh ngày 25 tháng 10, "Taffy 3" di chuyển về phía Đông Bắc Samar, hoạt động như Đội hỗ trợ hỏa lực phía Bắc; "Taffy 2" ở vị trí trung tâm để tuần tra lối ra vào vịnh Leyte; còn "Taffy 1" bảo vệ lối ra vào phía Nam của vịnh cách "Taffy 3" khoảng 150 mi (240 km) về phía Đông Nam. Chuẩn đô đốc Clifton A. F. Sprague vẫn tin tưởng rằng lực lượng thuộc Đệ Tam hạm đội dưới quyền Đô đốc William Halsey vẫn đang canh phòng ở phía Bắc, tại lối ra vào eo biển San Bernardino, vì thế ông hoàn toàn bất ngờ khi vào lúc 06 giờ 45 phút, các trinh sát viên phát hiện hỏa lực phòng không ở phía Bắc, và ba phút sau lực lượng của ông chịu đựng hỏa lực nặng nề từ Lực lượng Trung tâm hùng mạnh dưới quyền Phó đô đốc Takeo Kurita, bao gồm bốn thiết giáp hạm, sáu tàu tuần dương hạng nặng, bốn tàu tuần dương hạng nhẹ và mười một tàu khu trục.
Cơ hội sống sót duy nhất dành cho nhóm nhỏ các tàu sân bay hộ tống và khu trục hộ tống là rút chạy về phía Đông đủ lâu để phóng hết máy bay, rồi chạy về phía Nam hy vọng có được sự trợ giúp của các đơn vị bạn trước khi hoàn toàn bị tiêu diệt. Các tàu sân bay phóng lên mọi máy bay đang sẵn có, trang bị bất kỳ thứ vũ khí nào, ngư lôi, bom thông thường hay thậm chí mìn sâu chống tàu ngầm, để tấn công hạm đội đối phương. Trong khi các tàu sân bay tập hợp thành một vòng tròn hướng về vịnh Leyte, Hoel cùng các tàu khu trục đồng đội Johnston và Heermann nỗ lực thả những màn khói ngụy trang nhằm che giấu các tàu sân bay khỏi đối phương có ưu thế lực lượng áp đảo. Đến 07 giờ 06 phút, khi một cơn mưa giông nhiệt đới giúp che khuất tầm nhìn, Đô đốc Clifton Sprague mạnh dạn ra lệnh cho các tàu khu trục tấn công hạm đội Nhật Bản bằng ngư lôi.
Hoel chấp hành mệnh lệnh khi hướng thẳng đến chiếc thiết giáp hạm đối phương gần nhất Kongō, đang còn ở cách nó 18.000 yd (16 km). Khi khoảng cách rút ngắn xuống còn 14.000 yd (13 km), chiếc tàu khu trục khai hỏa dàn pháo chính trong khi vẫn lao đến hết tốc lực, bất chấp bị hải pháo 14 in (360 mm) của Kongō nhắm bắn. Một phát bắn trúng vào cầu tàu làm hỏng toàn bộ hệ thống liên lạc vô tuyến vẫn không ngăn được Hoel tiếp tục hướng đến mục tiêu, cho đến khi nó phóng ra một nữa số ngư lôi mang theo ở khoảng cách 9.000 yd (8,2 km). Cho dù không có quả ngư lôi nào trúng đích, cuộc tấn công của nó đã trì hoãn Kongō trong việc đuổi theo các tàu sân bay, khi chiếc thiết giáp hạm phải bẻ lái sang trái để né tránh ngư lôi, tách xa khỏi các mục tiêu chính. Vài phút sau, lại bị bắn trúng nhiều phát, làm hỏng ba trong số các khẩu pháo, ngừng động cơ bên mạn trái, và vô hiệu hóa bộ điều khiển hỏa lực Mark-37, radar FD và mất điều khiển bánh lái từ cầu tàu.
Không sợ hãi, Hoel quay sang đối đầu với một nhóm mà nó tin là một đội hình tàu tuần dương hạng nặng đối phương, mà thực ra chính là các thiết giáp hạm Haruna và Yamato. Khi đã tiếp cận con tàu dẫn đầu ở khoảng cách 6.000 yd (5,5 km), bị nhận định nhầm là tàu tuần dương Haguro, chiếc tàu khu trục phóng hết số ngư lôi còn lại. Thủy thủ trên tàu tin rằng họ bắn trúng đích khi nhìn thấy những cột nước lớn bên cạnh mục tiêu; thực ra ghi chép cho thấy cả Haruna lẫn Yamato đều không trúng ngư lôi, và vụ nổ có thể do nhiều quả bom ném suýt trúng từ vô số các cuộc không kích liên tục của máy bay. Các hải đồ của trận chiến thu được sau này cho thấy mục tiêu nó nhắm đến rất có thể là soái hạm của Kurita, chiếc Yamato. Đối thủ này bị buộc phải quay lên phía Bắc để né tránh ngư lôi, khiến đô đốc Kurita bị tách xa khỏi trận chiến vào những giây phút quyết định, làm ông mất khả năng chỉ huy lực lượng dưới quyền của mình.
Hoel giờ đây bị hỏng nặng và bị đối thủ vây quanh tứ phía. Kongō chỉ cách nó 8.000 yd (7,3 km) bên mạn trái, và đội hình tàu tuần dương hạng nặng đối phương khoảng 7.000 yd (6,4 km) về phía đuôi bên mạn phải. Trong một giờ tiếp theo nó làm tròn nghĩa vụ chiến đấu sau cùng khi thu hút hỏa lực đối phương về phía mình, tách xa khỏi các tàu sân bay. Nó tiếp tục bắn về phía đối phương với hai khẩu pháo còn lại, cho đến 08 giờ 30 phút, sau khi chịu đựng khoảng 40 phát bắn trúng, một phát đạn pháo 8 in (200 mm) đã phá hỏng động cơ duy nhất còn lại bên mạn phải. Với các phòng động cơ ngập nước, hầm đạn số 1 bốc cháy, con tàu nghiêng nặng sang mạn trái và chìm phần đuôi, hạm trưởng của Hoel, Trung tá Hải quân Leon S. Kintberger, ra lệnh cho thủy thủ đoàn chuẩn bị bỏ tàu. Phía Nhật Bản tiếp tục bắn vào nó trong khi sĩ quan và thủy thủ nhảy qua mạn tàu, và chỉ dừng lại lúc 08 giờ 55 phút khi Hoel lật úp và đắm tại tọa độ 11°46′B 126°33′Đ / 11,767°B 126,55°Đ.
Chỉ có 86 người trong số thành viên thủy thủ đoàn của Hoel sống sót. 253 sĩ quan và thủy thủ đã tử trận cùng con tàu, trong đó ít nhất người chết trên mặt nước trong khi chờ đợi được cứu vớt.

## Phần thưởng
Ngoài phần thưởng Đơn vị Tuyên dương Tổng thống và Đơn vị Tuyên dương Tổng thống (Philippines), Hoel còn được tặng thưởng năm Ngôi sao Chiến trận do thành tích phục vụ trong Thế Chiến II.